# Nahverkehrszug

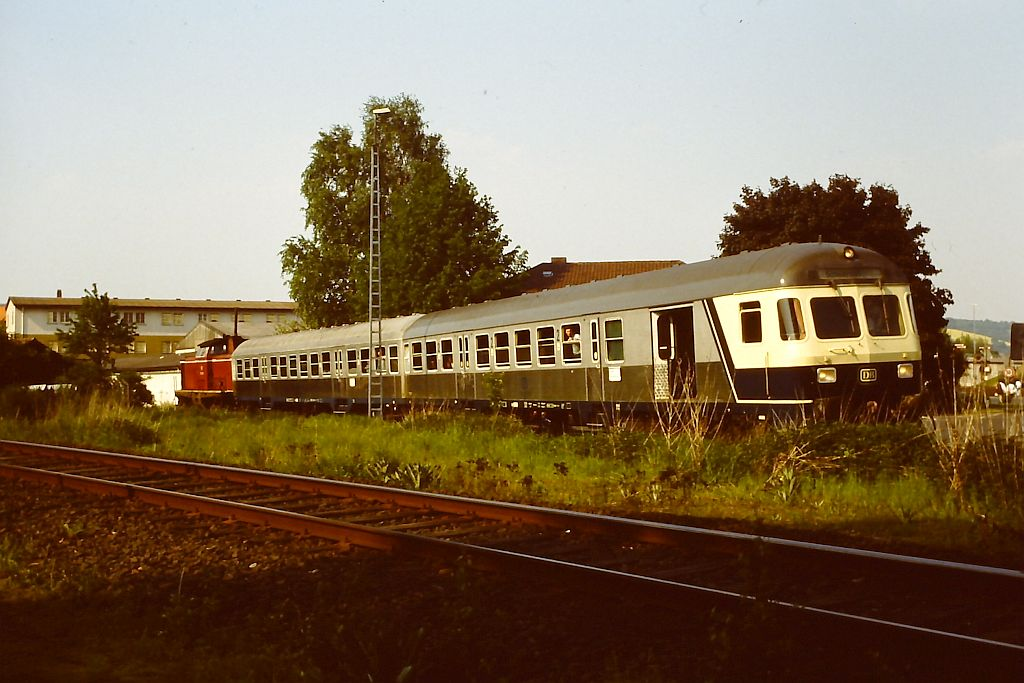
Typischer lokomotivbespannter Nahverkehrszug mit n-Wagen und ohne erste Wagenklasse, in den Steuerwagen integriert ein kleines Gepäckabteil

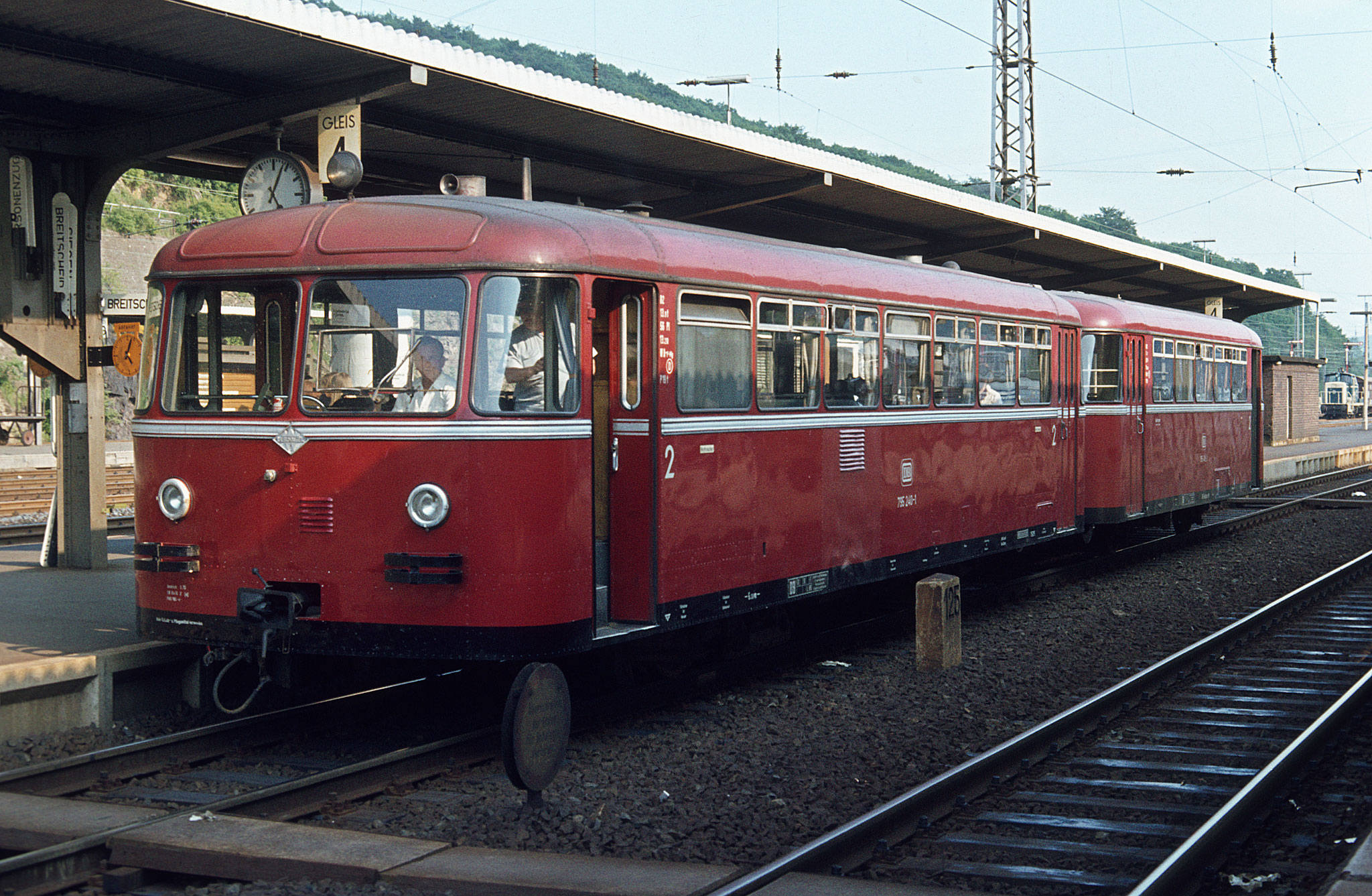
Viele Nahverkehrszüge außerhalb der Ballungsräume wurden mit Schienenbussen betrieben

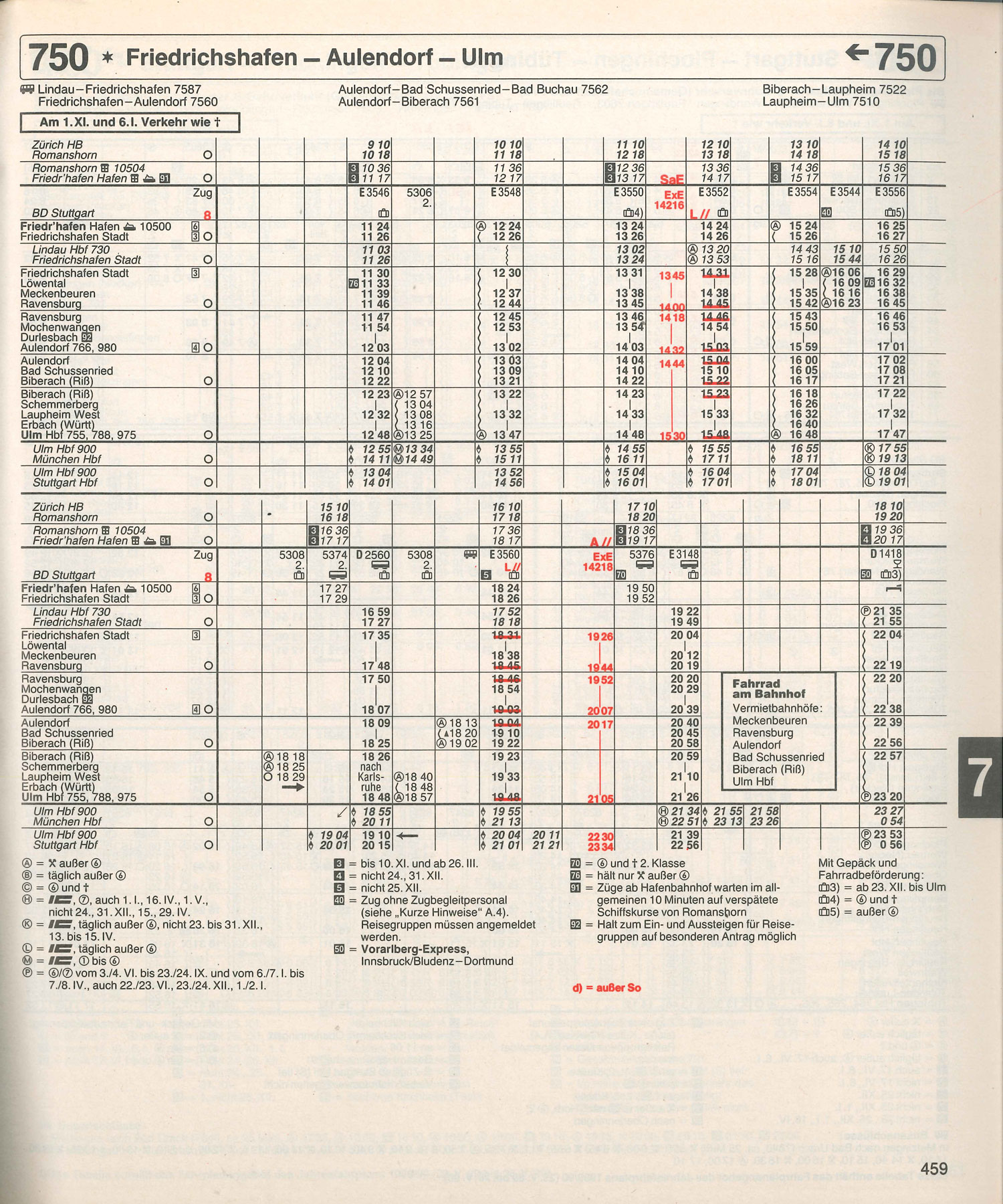
Kursbuchtabelle des Jahres 1989 mit dem ohne Zuggattungsbuchstaben und nicht in Fettschrift aufgeführten Nahverkehrszug 5306

Der Nahverkehrszug, im Kursbuch als Zug des Nahverkehrs bezeichnet, zuletzt mit N abgekürzt, war eine Zuggattung des Schienenpersonennahverkehrs der Deutschen Bundesbahn und kurzzeitig auch der Deutschen Reichsbahn sowie der Deutschen Bahn AG. Er hatte überwiegend kurze Laufwege und hielt grundsätzlich an jeder Bahnstation, ausgenommen auf Abschnitten mit parallelem S-Bahn-Verkehr. Nahverkehrszüge boten oft nur die zweite Wagenklasse an, in der Regel wurden Gepäck und Fahrräder in Gepäckwagen, Halbgepäckwagen oder Gepäckabteilen transportiert.
Aufgrund ihrer geringen Reisegeschwindigkeit wurden Nahverkehrszüge umgangssprachlich im Volksmund auch als Bummelzug bezeichnet. Auf vielen Nebenbahnen waren sie die einzige Zuggattung. Vereinzelt wurden sie auch als Güterzug mit Personenbeförderung geführt, der aufgrund der Verladetätigkeiten unterwegs noch langsamer war. Die Zuggattung Nahverkehrszug kann auch einen sortenreinen Nahgüterzug bezeichnen.

## Geschichte
Vorläufer des Nahverkehrszugs war der Personenzug (P), den die Deutsche Bundesbahn mit Beginn des Sommerfahrplans am 1. Juni 1969 in Nahverkehrszug umbenannte. Analog zum Personenzug war auch der Nahverkehrszug als Besonderheit in den Fahrplänen ohne Zuggattungsbuchstaben aufgeführt, das heißt nur mit seiner vierstelligen Zugnummer. Darunter befanden sich bis in die späten 1970er Jahre auch alle S-Bahn-Züge.
1984 und 1987 führte die Deutsche Bundesbahn die Zuggattungen City-Bahn (CB) und Regionalbahn (RB) für Nahverkehrszüge mit modernem Fahrzeugmaterial und Taktfahrplan ein. Schon 1976 gab sie außerdem den 1951 eingeführten Nahschnellverkehrszug (N) auf, in dem sie diesen in die Zuggattung Nahverkehrszug integrierte. Dieser übernahm fortan die Abkürzung N, wurde aber im Fahrplan weiterhin ohne Buchstaben aufgeführt.
Mit Beginn des Winterfahrplans am 27. September 1992 ersetzte schließlich auch die Deutsche Reichsbahn ihre Personenzüge durch Nahverkehrszüge und S-Bahnen. Die Deutsche Bahn übernahm schließlich zum 1. Januar 1995 die Zuggattung Regionalbahn für fast alle Nahverkehrszüge, außer einigen wenigen die fortan als Stadt-Express (SE) geführt wurden. Seitdem gab es die Zuggattung Nahverkehrszug nicht mehr.
Zum Fahrplanwechsel am 10. Dezember 2023 wurden die bisher als Regionalbahn geführten Züge der Regio-S-Bahn Donau/Iller bei der DB neu der Zuggattung Nahverkehrszug (N) zugeordnet. Die vom Land Baden-Württemberg verwendete bezeichnung RS ist keine eigene Zuggattung, die Züge verkehren bei der DB als "N RS" (zuvor "RB RS", intern als "N") und bei der SWEG als "SWE RS" (intern als "DPN").